# 2(x)IST
2(X)IST為美國男士內衣、內褲品牌，由Gregory Sovell創立，總公司設於紐約市。
2(X)IST對於造型及行銷有許多創新手法，屬於時尚、亦被視為 的品牌之一。在臺灣則由依司特股份有限公司代理。

## 競爭對手
- Calvin Klein
- C-IN2 - 創辦人Gregory Sovell於2005年另行創立

## 產品
- 內衣
- 內褲
- 襪

## 銷售點
- 美國：以薩克斯第五大道與內曼·馬庫斯等百貨為主。
- 臺灣：臺北、臺中、臺南、高雄等城市設有直營櫃。

## 外部連結
- 官方網站（页面存档备份，存于）
- 臺灣官方網站（页面存档备份，存于）